# Lepthoplosternum beni
Lepthoplosternum beni är en fiskart som beskrevs av Reis, 1997. Lepthoplosternum beni ingår i släktet Lepthoplosternum och familjen Callichthyidae. Inga underarter finns listade i Catalogue of Life.